# Traité de Darin

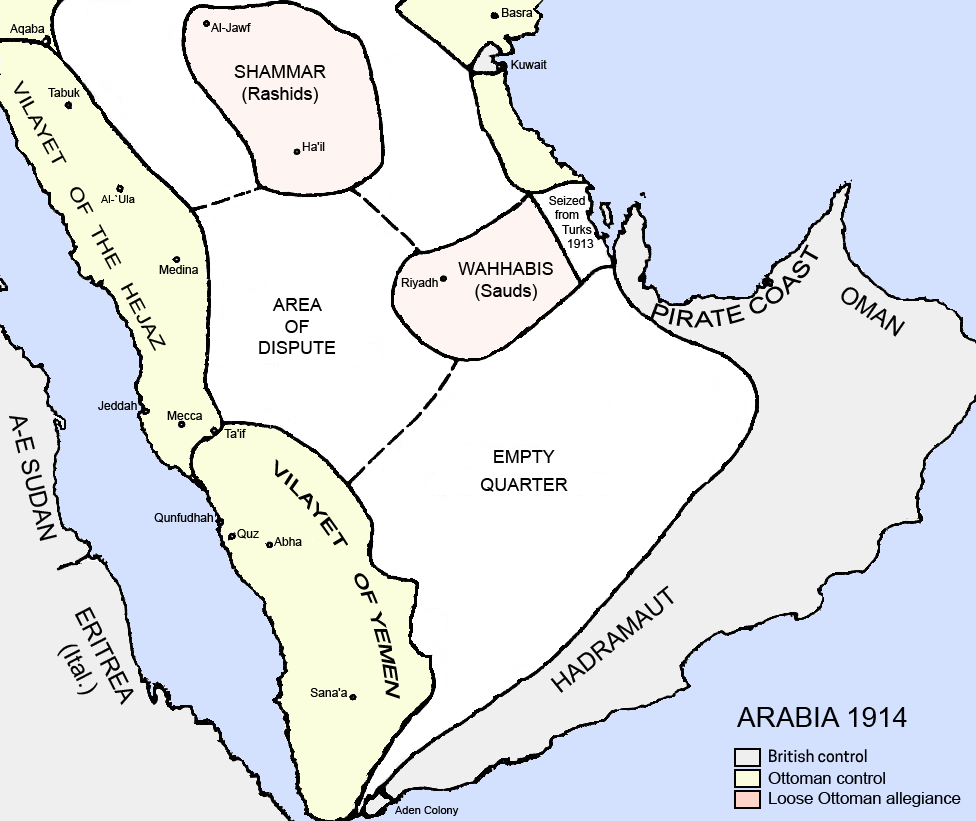
L'Arabie en 1914.

Le traité de Darin, ou le pacte de Darin, de 1915 a été signé entre le Royaume-Uni et Abdelaziz ibn Saoud, émir du Nedjd et du Hassa, qui a fondé le royaume d'Arabie saoudite en 1932.

## Signature
Le traité a été signé à Darin, sur l'île de Tarout le 26 décembre 1915 par Abdelaziz et Sir Percy Cox, au nom du gouvernement Britannique.

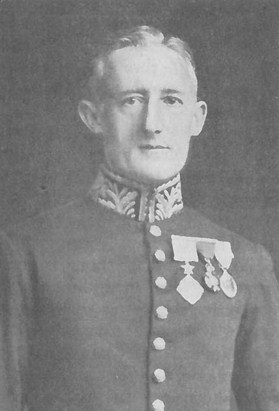
Percy Cox
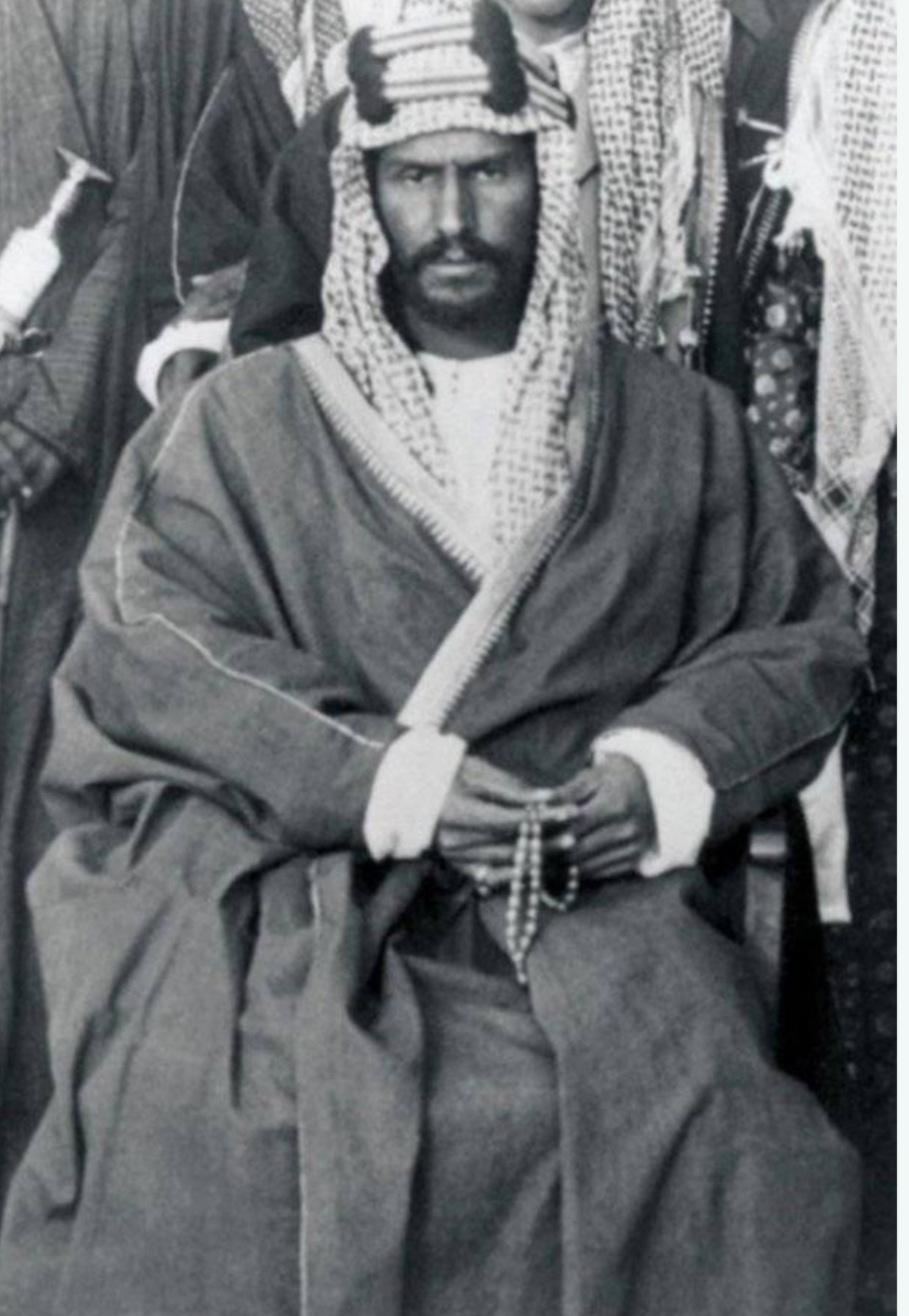
Abdelaziz ibn Saoud

## Termes du traités
L'objectif des Britanniques est de garantir la sécurité du Koweït, du Qatar et les États de la Trêve qui se trouvaient sous protectorat britannique. Abdul-Aziz Al Saoud a convenu de ne pas attaquer les protectorats britanniques, mais ne s'est pas engagé à ne pas attaquer le chérif de la Mecque (allié des Britanniques).
L'objectif d'Ibn Séoud est d’être reconnu comme « le souverain héréditaire d’un territoire indépendant protégé par la Grande-Bretagne ». De plus se posait la question pour Ibn Séoud des nomades qui passeraient sur les territoires des protectorats britanniques, échappant ainsi à son contrôle. Il souhaitait qu'en cas de litige, les problèmes avec les nomades soient réglés en fonction du droit coutumier. La Grande-Bretagne a « reconnu les territoires séoudites comme héréditaires ».
Le traité porte sur les terres de la dynastie saoudienne sous protectorat britannique et tente d'en traité frontalier|définir les limites.